# Wichayanee Pearklin
Wichayanee Pearklin (วิชญาณี เปียกลิ่น) (Phatthalung, 11 settembre 1989) è una cantante e attrice thailandese.

## Discografia
- "GAM" (2008)[5]
- "Baby's Is you" (2011)[6]

## Filmografia
- Hua Ji Ploi Jon (2553)
- Club Friday The Series 2 (2013)
- Na Ruk (2557)
- Ngao Jai (2015)
- Ha in One (2558)
- Samsib Kham Lang Jaew (2560)